# مدرسه عبدالله‌خان
مدرسه عبدالله خان یک مدرسهٔ دینی آموزش عالی در میانهٔ تاریخی شهر بخارا (ازبکستان) است که در سال‌های ۱۵۸۸-۱۵۹۰ از سوی فرمانروای شیبانی عبدالله‌خان دوم ساخته‌شد.
این مدرسه در برابر «مدرسهٔ مادرِ خان» جای دارد و با آن یک مجموعهٔ معماری به نام «مدرسهٔ قاش» را تشکیل می‌دهد. در معماری آسیای میانه، یک جفت ساختمان روبه روی هم با نماهای متقارن "قاش" (دو، جفت) نامیده می‌شود و اگر این یک جفت ساختمان دربردارندهٔ دو مدرسه باشد بدان «قاش مدرسه» می‌گویند.
زمین مدرسه در اصل، منطقه‌ای بود که گورستان در آن جای داشت و «خیابان» نامیده می‌شد که بعداً قاش مدرسه نام گرفت و دربردارندهٔ ۶۰ خانه بود و مسجدِ محله خاصی نداشت. با ساخت مدرسه، نمازهای جمعه و پنج‌گانه هر روز در مسجد مدرسه عبدالله‌خان برپا می‌شد.
به گفتهٔ مورخ معماری ادوارد کنوبلاخ، ساخت این مجموعه بسیار ضعیف است و نشان‌دهندهٔ کاهش عمومی استانداردهای هنری است. با این همه، این نقص پس از کار بهسازی (که پس از استقلال از سوی دولت ازبکستان از سال ۱۹۹۰ به بعد به فرجام رسانده‌شد) کمتر آشکار است، زیرا نمای جلو که آسیب‌دیده  بود در تقریبی از کاشی‌کاری اصلی خود دوباره پوشیده شده‌است. در برخی نمونه‎‌ها، انگشت‌شماری از کاشی‌های اصلی هنوز دیده می‌شود، مانند نزدیکی راس درگاه چَفتیِ ایوان. او خاطرنشان می‎‌کند که یک رویکرد معماریِ نوآورانه، افزایش اندازهٔ تالارهای درونی‌ست که نیاز به ساخت و ساز پشتیبانی‌کنندهٔ بزرگ‌تر دارد. او می‌نویسد که "[این سامانه] .... چنان پیچیده شد که سازه تقریباً به خودی خود تبدیل به یک آذین می‌شود و این‌گونه به ساختمان فردیت یگانه‌ای می‌بخشد." (Knoblauch ص ۱۹۹)

## بن‌مایه
- همکاری‌کنندگان ویکی‌پدیا، «Медресе Абдулла-хана (Бухара)»، ویکی‌پدیای روسی، دانشنامهٔ آزاد (بازیابی ۱۲ دی ۱۴۰۰)
- «Abdullah Khan Madrasa (1598-99)». معماری تاریخی آسیا. دریافت‌شده در ۱۲ دی ۱۴۰۰.